# Kijŏng-dong
Kijŏngdong, Kijŏng-dong o Kijŏng tong és una vila a P'yŏnghwa-ri (Hangul: 평화리; Hanja: 平和里), Kaesong, al nord de Corea. Està situada a la meitat nord de la Zona coreana de desmilitarització (ZDC). Coneguda també a Corea com Vila de la Pau (Hangul: 평화촌; Hanja: 平和村; romanitzat: p'yŏnghwach'on;), se l'ha anomenada repetidament Vila de la propaganda (Hangul: 선전마을; Hanja: 宣傳마을; romanitzat: seonjeon maeul) pels qui es troben fora de Corea del Nord, especialment pels mitjans occidental i de Corea del Sud.
Kijŏngdong és una de les dues viles a les quals es permeté romandre en la franja ZDC de 4 quilòmetres establerta en l'armistici de 1953 que va suspendre la Guerra de Corea. L'altra és la vila sud-coreana de Daeseong-dong, a només 2,22 quilòmetres.

## Història
La versió oficial del govern nord-coreà és que la vila conté 200 famílies de pagesos i el servei de jardins d'infància, educació infantil, primària i secundària, i un hospital. Malgrat haver estat construïda amb una enorme despesa als anys 50 del s. XX, en un esforç propagandístic per animar la deserció sud-coreana i allotjar els soldats de la República Popular de Corea que comanden la xarxa d'artilleria, fortificacions i els búnkers subterranis que recorren la frontera, les observacions des del Sud suggereixen que es tracta actualment d'un poble Potemkin deshabitat.
Encara que no s'hi permetin les visites, és l'única població de la ZDC a Corea del Nord dins l'abast visual o auditiu directe.
El poble està format per una sèrie d'edificis i apartaments de formigó de colors brillants, de diversos pisos, aparentment connectats a la xarxa elèctrica (serveis que representaven un nivell inaudit de luxe per a qualsevol població de la Corea rural a la dècada de 1950, tant al nord com al sud). La ciutat està orientada de manera que els sostres de color blau brillant i les parts blanques dels edificis al costat de l'enorme bandera de Corea del Nord fossin les característiques més distintives, vist des de l'altre costat de la frontera. L'escrutini amb telescopis moderns, però, revela que els edificis no són més que closques de formigó, sense vidres a les finestres ni habitacions interior, amb llums que s'encenen i apaguen en hores fixes, i voreres buides escombrades per una dotació mínima de cuidadors, en un esforç per preservar la il·lusió d'activitat.
Fins al 2004, enormes altaveus muntats sobre diversos d'edificis emetien contínuament propaganda dirigida al sud. Originalment, el contingut exalçava les virtuts de Corea del Nord amb gran detall i instava els soldats descontents i els agricultors a simplement caminar través de la frontera per ser rebuts com a germans. Amb el temps, essent mínim el nombre de desercions, el contingut va canviar a discursos de condemna d'Occident a tot volum, òperes agitprop i marxes patriòtiques durant un màxim de 20 hores diàries.
El 1980, el govern de Corea del Sud va construir una asta de 98,4 m d'alçada amb una bandera de Corea del Sud de 130 kg. a Daeseong-dong. El govern de Corea del Nord va respondre amb la construcció d'una de més alta (160 m) amb una bandera de Corea del Nord de 270 kg. a Kijŏng-dong, a només 1,2 km a l'oest de la frontera amb Corea del Sud, en el qual alguns anomenen la "guerra de l'asta". El pal d'aquesta bandera fou el segon més alt en el món, després de la bandera de l'Azerbaidjan, a Bakú, de 162 m, però totes dues astes han estat recentment superades per la de Duixanbe, al Tadjikistan, de 165 m.